# 牛川遊歩公園

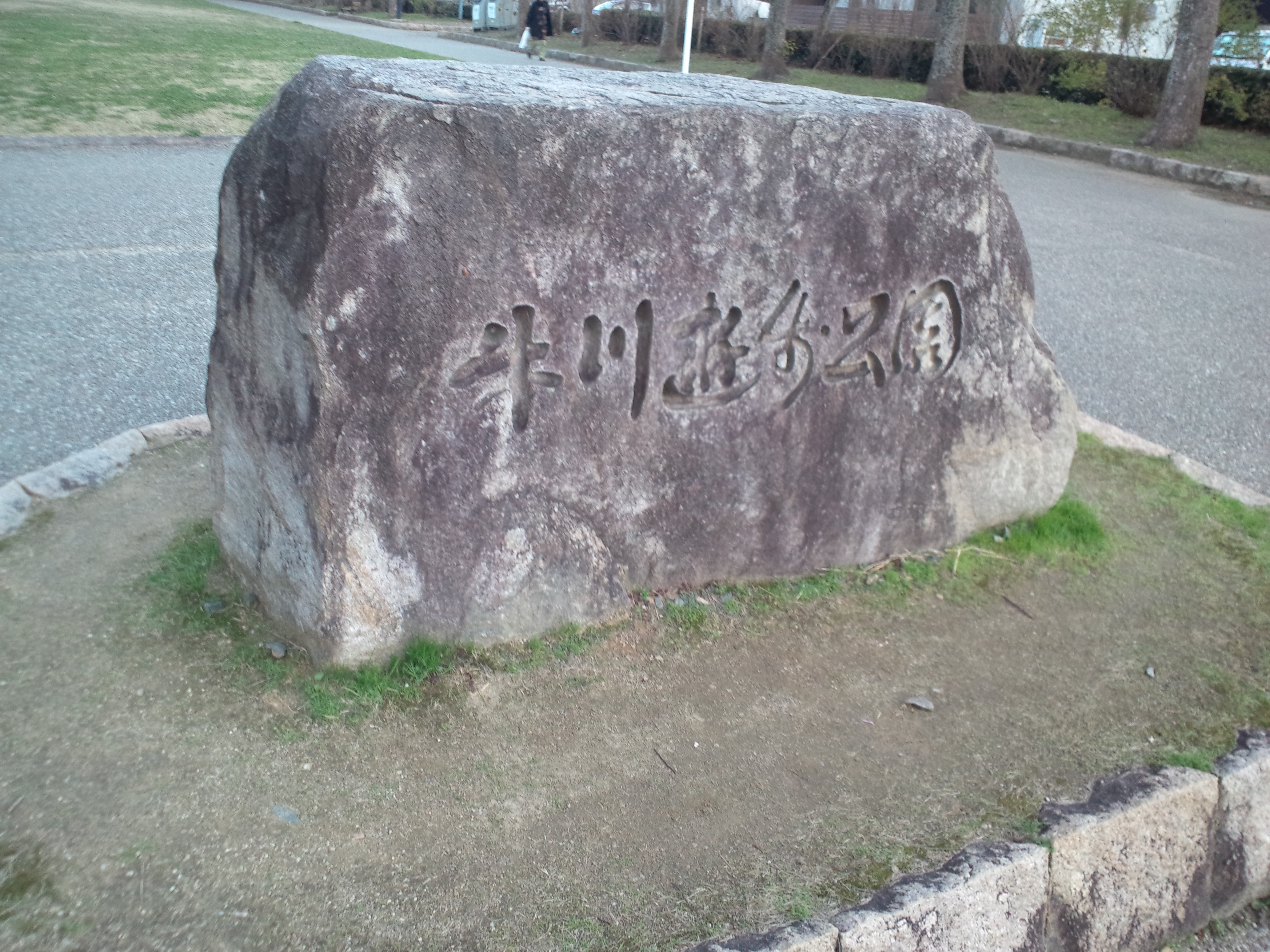
石碑

牛川遊歩公園（うしかわゆうほこうえん）は、愛知県豊橋市東部にある公園。愛称は1キロ公園（いちキロこうえん）。

## 概要
- 所在地 : 愛知県豊橋市西小鷹野4丁目、南牛川2丁目
- 計画面積 : 3.70ha
- 開設面積 : 3.70ha
- 開設年月日 : 1974年（昭和49年）4月1日

## 特色
幅約40m、長さ約1kmにわたり東西に伸びる散策用の細長い公園。市道により4つのブロックに分かれている。公園外周にサクラ、園内道路の両側にクスノキ（市の木）、その内側にケヤキが植えられ、歩行用の園内道路がアスファルト舗装されている。児童用の公園の多い日本には少ない、大人の散策にふさわしい公園である。また、この公園は豊橋市の地域防災計画で広域避難場所に指定されていて、非常用の施設も多く青陵地区や東陵地区の防災公園ともなっている。

## 公園周辺の施設など
公園内
- 青陵地区市民館

公園外の近隣の施設
- 桜丘中学校・高等学校
- 三菱ケミカル豊橋事業所

## 交通手段
- 豊鉄バス牛川金田線、牛川バス停下車。徒歩5分。